# Юзефово (Августівський повіт)
Юзефово (пол. Józefowo) — село в Польщі, у гміні Новинка Августівського повіту Підляського воєводства.
Населення — 68 осіб (2011).
У 1975—1998 роках село належало до Сувальського воєводства.

## Демографія
Демографічна структура станом на 31 березня 2011 року:
|          | Загалом | Допрацездатний вік | Працездатний вік | Постпрацездатний вік |
| -------- | ------- | ------------------ | ---------------- | -------------------- |
| Чоловіки | 31      | 5                  | 24               | 2                    |
| Жінки    | 37      | 5                  | 23               | 9                    |
| Разом    | 68      | 10                 | 47               | 11                   |